# Quake Live
Quake Live (wcześniej Quake Zero) – gra komputerowa z gatunku first-person shooter stworzona i wydana przez id Software na system Microsoft Windows. Jest zmodyfikowaną wersją gry Quake III: Arena. Gra pojawiła się w 2007 roku, weszła w fazę bety opartej na zaproszeniach w 2008 i w fazę bety otwartej dnia 24 lutego 2009 r. 8 czerwca 2010 gra wyszła z fazy beta. Początkowo gra była darmowa, jednak w październiku 2015 roku podjęto decyzję o wprowadzeniu opłaty. Gracze, którzy dodali grę do swojej biblioteki wcześniej tej opłaty nie muszą wnosić.

## Technologia
Quake Live działa na uaktualnionej wersji silnika id Tech 3, skupiającej się bardziej na rozgrywce niż ulepszeniach graficznych. Jako dodatek do użytecznych zmian, Quake Live posiada nowy, usprawniony HUD. Aktualizacje gry pojawiają się regularnie i są automatycznie instalowane, gdy użytkownik zaloguje się do serwisu.

## Rozgrywka
Rozgrywka w Quake Live polega na poruszaniu się w środowisku 3D i strzelaniu do przeciwników z szerokiej gamy broni, zbierając po drodze punkty życia, pancerze, bronie i bonusy.
Quake Live został wydany jako darmowa wersja gry Quake III: Gold (Quake'a III oraz dodatku – Team Arena). Quake Live jest finansowany poprzez system reklam IGA Worldwide pojawiających się w grze. System tworzenia meczów oparty na doświadczeniu graczy jest oparty na silniku „metagame engine” wydany przez firmę GaimTheory. Przejęło go id Software po upadku GaimTheory.

### Tryby gry
Tryby gry znane z Q3A powracają:
- Duel: Walka 1 na 1. Ten z graczy, który zdobędzie więcej fragów przed upływem wyznaczonego czasu, wygrywa.
- Free For All (FFA): Mecz, gdzie każdy walczy z każdym. Gracz, który zdobędzie limit fragów jako pierwszy, wygrywa i kończy mecz. Jeśli wyznaczony czas dobiegnie końca, gracz z największą ilością fragów wygrywa.
  - Instagib: Zmodyfikowana wersja Free for All, w której gracze zaczynają jedynie z Railgunem z nieograniczoną amunicją, który w tym trybie zawsze zabija jednym strzałem (norma to 2-3 strzały). Na mapie nie ma żadnych bonusów (np. punktów życia, amunicji, broni). Serwery Instagib są nierankingowe.
- Team Deathmatch (Team DM, TDM): Zasady takie jak w Free for All, lecz w tym trybie dwie drużyny walczą przeciwko sobie.
  - Pro TDM: Wariacja trybu Team Deathmatch dla bardziej zaawansowanych graczy. Niektóre ustawiania serwera są zmienione, np. bronie odradzają się po 30 sekundach zamiast po 12.
- Capture the Flag (CTF): Każda drużyna ma bazę ze swoją flagą. Aby zdobyć punkty i wygrać mecz, gracz musi przejąć flagę przeciwnika i dostarczyć ją do własnej bazy, pod warunkiem, że jego własna flaga jest na miejscu. Wygrywa drużyna, która uzbiera 8 przejęć flag lub będzie miała więcej zdobytych flag w chwili gdy skończy się gry. W przypadku remisu następuje dogrywka określana jako sudden death, w której to zostaje wydłużony czas respawn (na początku dogrywa 3 sekund, następnie wzrasta okresowo o 1 sekundę aż do czasu rozstrzygnięcia), w dogrywce wygrywa drużyna, która jako pierwsza zdobędzie flagę.
  -  InstaCTF: Podobnie jak w trybie Instagib (np. zabijający jednym strzałem Railgun, brak bonusów, itp.), lecz w otoczce CTF. Serwery InstaCTF również nie są rankingowe. Wygrywa drużyna, która uzbiera 5 przejęć flag.
- Clan Arena (CA): W tym trybie gracze dzieleni są na dwie drużyny. Gra składa się z rund. Runda toczy się do momentu, aż zostaną wyeliminowani gracze jednej z drużyn. Jeżeli rozstrzygnięcie nie nastąpi przed upływem określonego czasu runda kończy się remisem. Każdy z graczy rozpoczyna rundę z zestawem broni i dużą ilością amunicji oraz pełnym pancerzem i maksymalnym zasobem zdrowia. Na mapie nie występują żadne power-upy. Jeżeli gracz zostanie wyeliminowany przed końcem rundy – musi w trybie obserwatora poczekać do jej końca. Zwycięża drużyna, która wygra określoną liczbę rund, domyślnie gra toczy się do 10 wygranych rund.
- FreezeTag (FT): Tryb dostępny tylko dla posiadaczy kont Premium i Pro. W tym trybie zamiast fragować przeciwników, zamrażamy ich. Gdy cała drużyna zostanie zamrożona, przegrywa. Można odmrozić członka swojej drużyny stojąc przy nim przez krótką chwilę.
  - InstaFreeze (IFT): Tryb dostępny tylko dla posiadaczy kont Premium i Pro. FreezeTag w połączeniu z Instagib – dostępny tylko Railgun i Gauntlet, które zamrażają natychmiast. W tym trybie jest również krótszy czas odmrażania niż w standardowym FreezeTagu.

Wiosną 2012 roku uruchomiono nowe tryby dostępne tylko dla graczy premium, nie są utrzymywane publiczne serwery poza samplerami, gracze ze statusem Pro mogą tworzyć serwery z nowymi trybami:
- Harvester (HAR): Połączenie trybu CTF i TDM. Po każdym zdobytym fragu przeciwna drużyna może przejąć czaszkę, którą należy dostarczyć do bazy przeciwnika.
- Domination (DOM): Gracze dzieleni są na drużyny, na mapie są specjalne punkty za których kontrolowanie są przyznawane punkty, wygrywa ta drużyna, która zdobędzie więcej punktów, gdy upłynie czas gry.
- 1-Flag CTF (1FCTF): Modyfikacja CTF, na środku mapy pojawia się flaga, punkt zdobywa się za przyniesienie tej flagi do bazy drużyny przeciwnej.
- Red Rover (1FCTF): Połączenie FFA i Team DM. Gracze dzieleni są na dwie równe drużyny, każdy zabity zawodnik przechodzi do drużyny, która go pokonała – runda toczy się do momentu aż wszyscy gracze znajdą się w jednej drużynie, punkt zdobywa gracz, który podczas jednej rundy zabije najwięcej przeciwników.
- Attack & Defend (A&D): Modyfikacja CTF, gracze na przemian atakują flagę przeciwnika bądź bronią własną flagę przed przeciwnikiem. Runda toczy się do zdobycia flagi bądź do wyeliminowania jednej z drużyn.

Na konferencji QuakeCon 2008 John Carmack powiedział, że Quake Live nie ma planów udostępnienia opcji tworzenia własnych modyfikacji, ale id Software zatrudniło autorów modów do gry Quake III, by pomogli oni pracować nad projektem. Na nowo uruchomionej stronie (1 sierpnia 2008 r.) Quake Live posiadał 25 map i 4 tryby gry. Większość map jest mocno wzorowanych na oryginałach z Quake III: Arena, Team Arena oraz popularnych mapach stworzonych przez użytkowników.

## Historia
Pod koniec 2008 i na początku 2009 r., Quake Live był w fazie bety opartej na zaproszeniach. Wąska grupa graczy wybrana przez twórców rozpoczęła betę, a z czasem dostali oni limitowaną ilość zaproszeń dla przyjaciół. Później, tamci przyjaciele również dostali własne zaproszenie do rozdania. Dnia 24 lutego 2009 r., gra przeszła z fazy bety zamkniętej w fazę bety otwartej, co spowodowało wielkie przeciążenia serwera. Aby rozluźnić napięcie, zorganizowano kolejki. Usunięto je kilka dni później, a serwer przygotowano na większą liczbę łączących się z nim użytkowników.
W ciągu 6 godzin od uruchomienia otwartej bety zostało założonych 113 000 kont. Timothee Besset z id Software zanotował, że 5% z graczy bety używało Linuxa.
Dnia 8 czerwca 2010 roku Quake Live ostatecznie wyszedł z fazy beta.
W listopadzie 2013 roku obwieszczono, że w związku z przejściem z rozwiązania bazującego na przeglądarce www na osobny, samodzielny program wsparcie dla Linuksa i MacOSa do końca tegoż roku zostanie porzucone.
Do 27 października 2015 roku gra oferowała bezpłatne konto „standard”, które zapewniało nielimitowany dostęp oraz podstawowe statystyki gracza. Istniało też konto płatne tzw. „pro”, za które należało wnieść symboliczną miesięczną, kwartalną bądź roczną opłatę (mikropłatności). Oferowało możliwość utworzenia własnego serwera, na którym obowiązywały ustalone przez gospodarza zasady. Dodatkowo konto „pro” umożliwiało dostęp do pomocy technicznej oraz dodawało do konta gracza drobne usprawnienia takie jak dodatkowe statystyki, możliwość dołączenia do 10 klanów naraz oraz roczny wgląd do historii gier.
Do lipca 2014 roku można było zakupić konto „premium”, które było opcją pośrednią pomiędzy wyżej wspomnianymi rodzajami. 2 lipca 2014 zrezygnowano z tego rozwiązania, obniżając cenę za opcję „pro”.